# Hymns from the Heart
Hymns from the Heart je 12. album Johnnyja Casha, objavljen 1962. Na njemu se nalazi izbor gospel pjesama te je drugi Cashov album takve vrste nakon Hymns by Johnny Cash.

## Popis pjesama
1. "He'll Understand and Say Well Done" (R. Wilson) – 2:27
2. "God Must Have My Fortune Laid Away" (Ted Harris) – 2:49
3. "I Got Shoes" (Cash) – 2:01
4. "When I've Learned Enough to Die" (Ray Baker, Buddy Killen, Delbert Wilson) – 2:47
5. "Let the Lower Lights Be Burning" (Philip Bliss) – 2:14
6. "If We Never Meet Again" (Albert E. Brumley) – 3:02
7. "When I Take My Vacation in Heaven" (Herbert Buffum, R. Winsett) – 2:26
8. "Taller Than Trees" (Lee Ferebee) – 1:52
9. "I Won't Have to Cross Jordan Alone" (Charles Durham, Tom Ramsey) – 3:00
10. "When He Reached Down His Hand for Me" (G. Wright) – 2:04
11. "My God Is Real" (Kenny Morris) – 2:00
12. "These Hands" (Eddie Noack) – 2:14

## Izvođači
- Johnny Cash - glavni izvođač, vokali
- Luther Perkins, Billy Strange, Ray Edenton - gitara
- Marshall Grant, Buddy Clark - bas
- W.S. Holland, Irving Kluger - bubnjevi
- Floyd Cramer - klavir
- Bill Pursell - orgulje
- Billy Lathum - bendžo
- Marvin Hughes, Hubert Anderson - vibracije
- Elliot Fisher, Anthony Olson, Frank Green, Olcott Vail, Joseph Livotti, Bobby Bruce - violine
- Gary White, Myron Sander - viole
- William E. Liebert - dirigent

## Vanjske poveznice
- Podaci o albumu i tekstovi pjesama